# پاسیفیک جوئل
پاسیفیک جوئل (به انگلیسی: Pacific Jewel) یک کشتی است که طول آن ۲۴۵٫۰۸ متر (۸۰۴ فوت ۱ اینچ) می‌باشد. این کشتی در سال ۱۹۸۹ ساخته شد.